# Pandanus balansae
Pandanus balansae är en enhjärtbladig växtart som först beskrevs av Adolphe-Théodore Brongniart, och fick sitt nu gällande namn av Hermann Maximilian Carl Ludwig Friedrich zu Solms-Laubach. Pandanus balansae ingår i släktet Pandanus och familjen Pandanaceae.
Artens utbredningsområde är Nya Kaledonien. Inga underarter finns listade.